# Chapelle Saint-Lambert d'Eupen
La chapelle Saint-Lambert (également appelée, en allemand, Werthkapelle) est un édifice religieux catholique sis à Eupen, en Belgique. Construite en 1690 et agrandie d’un avant-corps néo-classique au XIXe siècle la chapelle est aujourd’hui le lieu de culte de la communauté orientale roumaine de la région. 

## Éléments d’histoire
La chapelle fut construite en 1690 par la famille de drapiers  Klebanck, à une époque où l’industrie et le commerce du tissu faisaient la prospérité de la ville d'Eupen. Un avant-corps néo-classique fut ajouté en 1821-1822. Dans une niche au dessus du portail d’entrée se trouve une statue de saint Lambert, évêque de Liège.
Depuis 2005 la chapelle est le lieu de culte de la communauté orthodoxe orientale dépendante du patriarcat œcuménique. Les services religieux de la paroisse appelé ‘Sainte-Égale-aux-Apôtres Nina’ sont célébrés en allemand ou roumain.